# René De Vos (bokser)
René Steyaert, beter bekend onder zijn pseudoniem René De Vos, was een Belgisch bokser.

## Levensloop
Aldus een artikel verschenen in de New Yorkse krant The World op 2 december 1928 was Steyaert tijdens de Eerste Wereldoorlog actief als spion voor de geallieerden en bracht hij berichten vanuit Frankrijk via het front naar België.
In januari 1926 behaalde hij te Milaan de IBU-titel bij de middengewichten tegen de Italiaan Bruno Frattini. In maart 1926 verdedigde hij in het Sportpalast in het Berlijnse Schöneberg succesvol zijn titel tegen de Duitser Hein Domgoergen en vervolgens te Brussel tegen zijn landgenoot Jack Etienne. 
Zijn broers Jules en Léonard waren eveneens actief als bokser.